# Parachute (Band)

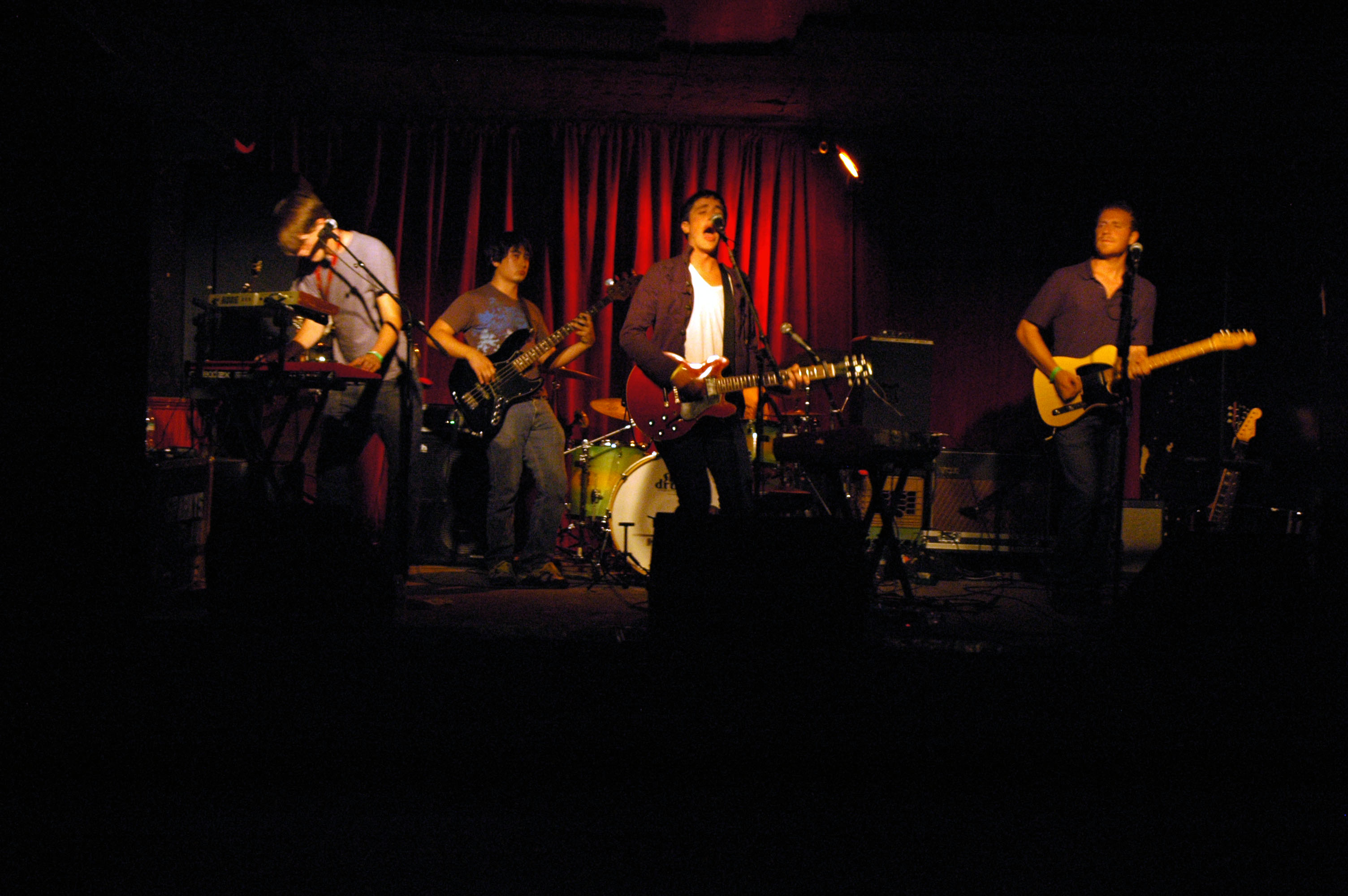
Parachute live 2008

Parachute ist eine US-amerikanische Pop-Rock-Band.

## Karriere
Gegründet wurde die Band 2001 unter dem Namen Sparky's Flaw als Highschoolband in Charlottesville, Virginia. Als sie Mitte der 2000er an der University of Virginia im Vorprogramm des Auftritts von Robert Randolph spielten, steigerte das ihre Popularität und sie veröffentlichten ihre erste EP One Small Step bei einem unabhängigen Label. Zwei Jahre später kamen sie dann bei Smash Records unter. Es folgte die EP Sparky's Flaw, vor ihrer ersten Albumveröffentlichung benannten sie sich dann aber in Parachute um. Ihr Debüt Losing Sleep erschien 2009 und erreichte in den Album-Downloadcharts Platz 2 sowie Platz 40 der offiziellen Billboard 200. Mit dem Song She Is Love aus der Nivea-Werbung in den USA hatten sie außerdem einen Singlehit.

## Bandmitglieder
- Will Anderson, Sänger, Gitarre, Klavier
- Nate McFarland, Gitarre
- Johnny Stubblefield, Schlagzeug
- Alex Hargrave, Bass
- Christopher French, Keyboard, Saxophon

## Diskografie
EPs
- Live from the Recording Studio (als Sparky's Flaw) (2003)
- One Small Step (2005)
- Sparky’s Flaw (2007)
- Winterlove (2009)
- iTunes Live from SoHo (live, 7 Titel, 2009)

Alben
- Losing Sleep (2009)
- The Way It Was (2011)
- Overnight (2013)
- Wide Awake (2016)
- Parachute (2019)

Singles
- She Is Love (2009)
- Kiss me slowly (2011, US: Gold)